# J. J. Jegede
J. J. Jegede (né le 3 octobre 1985 à Londres) est un athlète britannique, spécialiste du saut en longueur. 

## Biographie
Il termine au pied du podium des Championnats d'Europe 2012, à Helsinki, avec la marque de 8,10 m.

### Palmarès
| Date | Compétition           | Lieu     | Résultat | Performance |
| ---- | --------------------- | -------- | -------- | ----------- |
| 2012 | Championnats d'Europe | Helsinki | 4e       | 8,10 m      |
| 2014 | Jeux du Commonwealth  | Glasgow  | 7e       | 7,81 m      |

### Records
| Épreuve          | Épreuve   | Performance | Lieu       | Date            |
| ---------------- | --------- | ----------- | ---------- | --------------- |
| Saut en longueur | Plein air | 8,11 m      | Londres    | 13 juillet 2012 |
| Saut en longueur | Salle     | 8,04 m      | Birmingham | 18 février 2012 |